# Nils Rehn
Nils Rehn, född 20 juni 1911 i Linköping, död 1 oktober 1995 i Uppsala, var en svensk folkskollärare och målare.
Han var son till grosshandlaren Axel Rehn och Alva Rehn och från 1939 gift med Ruth Waller. Rehn studerade vid Tekniska skolan i Stockholm där han målade akvarell för Edvin Ollers. Tillsammans med Rolf Trolle reste han på en studieresa till Spanien 1936. Efter avlagd folkskollärarexamen 1937 bedrev han sin konstnärliga verksamhet vid sidan av sitt arbete. Hans konst består av stilleben, porträtt och realistiska landskap utförda i olja. Nils Rehn är gravsatt i minneslunden på Berthåga kyrkogård.